# Roger Pyttel
Roger Pyttel, né le 8 mai 1957 à Wolfen (RDA), est un nageur est-allemand, spécialiste des courses de papillon.

## Carrière
Roger Pyttel est vice-champion olympique du 100 mètres papillon et médaillé de bronze du 200 mètres papillon aux Jeux olympiques de 1980 à Moscou.
Il remporte trois médailles d'argent et trois médailles de bronze aux Championnats du monde de natation ainsi que deux médailles d'or, une médaille d'argent et deux médailles de bronze aux Championnats d'Europe de natation.

## Palmarès

### Championnats d'Europe
- Championnats d'Europe 1974 à Vienne (Autriche) :
  -  Médaille d'or du 100 m papillon.
  -  Médaille de bronze du relais 4 × 100 m nage libre.
- Championnats d'Europe 1977 à Jönköping (Suède) :
  -  Médaille d'or du 100 m papillon.
  -  Médaille d'argent du 200 m papillon.
  -  Médaille d'argent du relais 4 × 100 m quatre nages.
  -  Médaille de bronze du relais 4 × 200 m nage libre.